# Hugues-Guillaume-Bernard-Joseph Monmayou
Hugues-Guillaume-Bernard-Joseph Monmayou est un homme politique français né à Lauzerte (Tarn-et-Garonne) le 3 juillet 1756 et mort le 2 mars 1821 à Lausanne (Suisse).

## Biographie
Hugues-Guillaume-Bernard-Joseph Monmayou est avocat au Parlement de Toulouse sous l'Ancien Régime. 
En septembre 1792, alors qu'il est administrateur du département du Lot, il en est élu député, le cinquième sur dix, à la Convention nationale. 
Il siège sur les bancs de la Montagne. Lors du procès de Louis XVI, il vote la mort et rejette l'appel au peuple et le sursis à l'exécution. Il est absent au scrutin sur la mise en accusation de Jean-Paul Marat. Il vote contre le rétablissement de la Commission extraordinaire des Douze. 
En nivôse an II (janvier 1794), Monmayou est élu secrétaire de la Convention aux côtés de Gabriel Bouquier et de Jean-Baptiste Clauzel sous la présidence de Jacques-Louis David. En floréal (avril), au nom du Comité d'Aliénation et des Domaines, il émet un rapport sur les « voitures des Petites-Écuries » au terme duquel on décrète que les voitures du roi et de la famille royale seront démontées et ses pièces en or versées à la trésorerie nationale. 
Après la crise du 9 thermidor, Monmayou propose que Jacques-Louis David soit provisoirement décrété d'arrestation pour sa proximité avec Maximilien de Robespierre. Il siège au Comité de Sûreté générale entre fructidor an II et nivôse an III (entre septembre 1794 et janvier 1795), puis entre ventôse et messidor an III (entre mars et juillet 1795). 
Il fut par la suite élu député du Lot au Conseil des Cinq-Cents, puis passa au Conseil des Anciens comme représentant de la Vienne.
Au Conseil des Anciens, il se prononça avec le parti jacobin contre le Directoire. Il ne reçut par conséquent pas de billet de convocation à la séance extraordinaire du 18 brumaire an VIII (9 novembre 1799), jour du coup d'État de Napoléon Bonaparte. Cependant, proche du général Murat, comme lui originaire du Lot, Monmayou se vit plusieurs fois proposer des fonctions politiques sous Bonaparte. Mais, républicain intransigeant, indépendant par sa fortune et ses opinions, il refusa toutes ces propositions.
Après la restauration, il est contraint à l'exil par la loi du 12 janvier 1816 contre les régicides. Il quitta la France le 29 janvier 1816, s'installant à Genève puis à Constance et enfin à Lausanne, où il mourut. Alors que ses amis avaient obtenu sa grâce, il avait refusé de rentrer en France : «Une loi m'a frappé, disait-il, c'est une loi qui doit me rappeler».

## Positions
Le 2 août 1794, la Convention décréta, sur sa motion, l'exclusion des nobles et des prêtres de toutes fonctions publiques. Plus tard, en 1798, il demanda que ces derniers soient exclus de l'instruction publique.
Véhément à l'encontre des émigrés fuyant la Révolution française, il demanda l'exécution dans les 24 heures de ceux qui seraient saisis sur le territoire, et il proposa au Conseil des Cinq-Cents le 16 février 1796 de rétablir la loi qui ordonnait à chaque parent d'émigré d'entretenir deux soldats aux frontières.
Se spécialisant dans le domaine des finances au sein du Conseil des Cinq-Cents, il fut l'un des derniers à défendre, lors d'un long et virulent plaidoyer le 12 février 1796, le système des assignats et du papier-monnaie.